# Around the World (chanson des Red Hot Chili Peppers)
Pour les articles homonymes, voir Around the World.
Singles de Red Hot Chili Peppers
Scar Tissue
(1999) Otherside
(2000)
Around the World est un single des Red Hot Chili Peppers extrait de leur album Californication sorti en 1999. Ce single, qui est le deuxième de l'album, est sorti en deux versions différentes qui contiennent chacune des faces B différentes. La première version contient une version démo de "Parallel Universe" et "Teatro Jam", une chanson inédite. La deuxième version comporte deux chansons live Me and My Friends et Yertle Trilogy.

## Clip musical
Le clip de cette chanson est assez caractéristique des clips musicaux des chansons des Red Hot Chili Peppers; il n'est pas vraiment en rapport avec la chanson, décalé et provocateur. 
Les quatre membres du groupe sont d'abord installés sur une estrade, Anthony Kiedis est accroché à un cube fait de néons jaunes fluo et se balance. La chanson commence, il saute du cube et se met à chanter (avec sa gestuelle si particulière) sur un fond noir entrecoupé d'un éclair, des apparitions successives puis simultanées de Flea, John Frusciante et de lui-même venant le "transpercer". Lors du refrain, on le voit assis par terre, en train de manipuler une sorte de fumée colorée étrangement semblable une silhouette féminine. Lors du refrain suivant, il semblerait même qu'il fait l'amour à ce "spectre". Au troisième et dernier refrain, il est assis dans un cube suspendu et tourne sur lui-même. 
Le clip se termine dans une explosion de couleur, la caméra effectuant des travellings avant et arrière très rapides, rendant la partie instrumentale de la chanson encore plus "énergique".
C'est le français Stéphane Sednaoui, bien connu du groupe pour avoir entre autres dirigé le montage de la vidéo du single Give It Away, qui a réalisé le clip.